# Biuro Studiów SB
Biuro Studiów Służby Bezpieczeństwa PRL – jednostka organizacyjna MSW, która funkcjonowała w latach 1982–1989. Jej zadaniem było „wypracowanie strategii, taktyki, form i metod działania oraz koordynacja działań” MSW w stosunku do polskiej opozycji demokratycznej. 

## Charakterystyka
W Biurze Studiów Służby Bezpieczeństwa pracowało, w zależności od okresu, od 80 do 100 funkcjonariuszy, którzy wcześniej wyróżnili się osiągnięciami w pracy operacyjnej.
Początkowo Biuro Studiów posiadało tylko jedną ekspozyturę terenową – Inspektorat II w Gdańsku (od marca 1982), zajmujący się głównie Lechem Wałęsą, ale również „kontrolą operacyjną” Andrzeja Gwiazdy oraz Anny Walentynowicz. Począwszy od 1987, analogiczne inspektoraty powstały w kilku innych miastach Polski, m.in. we Wrocławiu, gdzie zajmowano się głównie rozpracowywaniem kierownictwa Solidarności Walczącej.
Biuro Studiów, a także podległe mu Inspektoraty II, rozpracowywało czołowych działaczy podziemia, skupiało też w swoich rękach najcenniejszą agenturę, którą często przejęto z innych pionów operacyjnych SB. W związku z tym Biuro Studiów wyposażono w wiele szczególnych, i prawdopodobnie nieujętych do końca w dokumentach normatywnych, uprawnień. Przykładowo, agenturę Biura Studiów i Inspektoratów II w ewidencji Biura „C” rejestrowano także jako „zabezpieczenia” lub osoby rozpracowywane, czyli figurantów. Biuro Studiów konspirowało też część swoich działań przed innymi pionami SB, udzielając im fałszywych informacji. W ramach tzw. korespondencji koordynacyjnej, na pytanie o cennego TW zarówno Biuro Studiów, jak i Inspektoraty II odpowiadały często, że dana osoba jest rozpracowywana (figurant) lub też w ogóle nie znajduje się w ich zainteresowaniu. Tuż przed upadkiem systemu, w 1989, Inspektoraty II zostały połączone z dawnymi Wydziałami IV WUSW zajmującymi się zwalczaniem Kościoła katolickiego. Powstał wówczas Departament Studiów i Analiz (w centrali) i Wydziały Studiów i Analiz (na szczeblu województw). W 1989 zniszczono część dokumentacji Biura Studiów SB MSW i Departamentu Studiów i Analiz MSW.

## Struktura Biura Studiów
Na podstawie źródła:
- Wydział I – zajmował się rozpoznawaniem m.in. członków władz „Solidarności”,
- Wydział II – prowadził działania w sprawie operacyjnej „Zenit” (w jej ramach rozpracowywano Lecha Wałęsę),
- Wydział III – zajmował się konspiracyjną Tymczasową Komisją Koordynacyjną NSZZ „Solidarność”.

## Dyrektorzy Biura Studiów SB
Na podstawie źródła
- 1982–1985 – płk Władysław Kuca
- 1985–1989 – płk Adam Malik